# Bridget Reweti
Bridget Reweti, née en 1985 à Tauranga, est une photographe et artiste visuelle néo-zélandaise. Elle vit et travaille à Wellington.

## Biographie
De descendance Ngāti Ranginui et Ngāi Te Rangi, Bridget Reweti est titulaire d’un maîtrise en arts visuels maoris de Toioho ki Āpiti, école d'études maories, de l’Université Massey,. Elle détient également un diplôme de troisième cycle en études muséales et patrimoniales de l'Université Victoria de Wellington,.
Parallèlement à sa carrière artistique, Bridget Reweti a travaillé à la Ngā Taonga Sound & Vision, également connu comme le centre d’archives néo-zélandais du film, de la télévision et du son, ainsi qu’au Dowse Art Museum, et en tant que responsable des expositions pour le Pātaka Art + Museum. 

## Carrière artistique
Bridget Reweti travaille la photographie et l'image en mouvement. Son travail explore et subvertit les paysages emblématiques de la Nouvelle-Zélande, et les problèmes des réalités autochtones contemporaines. L’artiste est membre du collectif Mata Aho, une collaboration de quatre femmes artistes maories connues pour leurs installations textiles à grande échelle,. 
La photographe participe à de nombreuses résidences en Nouvelle-Zélande et à l'étranger, et ses œuvres appartiennent à des collections privées et publiques, à l'échelle nationale et internationale. En 2018, elle intègre une résidence à la Samuel Marsden Collegiate School.
En 2019, Bridget Reweti est sélectionnée à l'International Film Festival Rotterdam, dans la catégorie court-métrage pour Ziarah.

## Distinctions
En 2020, Bridget Reweti est lauréate de la Bourse Frances Hodgkins, crée pour aider et encourager les peintres, sculpteurs et artistes multimédias, tout en les associant à la vie de l'Université d'Otago,. 

## Expositions
Parmi une liste non exhaustive :

### Expositions solo
- Take a Photo, It’ll last longer, Laundromat Art Project Space, Tauranga, 2010
- What are you looking at? Aratoi, Wairarapa Museum of Art and History, 2012
- Excuse Me, You're In My Shot. Mahara Gallery, Waikanae, 2012
- Captain Wheels. 30Upstairs Wellington, 2015
- I thought I would of climbed more mountains by now, Enjoy Public Art Gallery, 2015[14]
- Tauutuutu. Pātaka Art + Museum, Porirua, 2016
- I thought I would of climbed more mountains by now, Plymouth Arts Centre, 2016[15]
- Tirohanga, Centre of Contemporary Art, Christchurch, 2016
- Carry-On. Corban Estate Gallery, Auckland, 2016
- Irihanga. Tauranga Art Gallery, 2017
- Tupu New Zealand Portrait Gallery, Wellington, 2018
- Aspiring of the North Pah Homestead TSB Wallace Arts Trust, Auckland, 2019

### Expositions collectives
- Objective Art Awards, Mangere Arts Centre, Mangere 2011
- Toioho ki Mangere, Te Tohu o Uenuku; Mangere Arts Centre, Mangere, 2012
- Pūwawau. Aratoi, Wairarapa Museum of Art and History, Masterton, 2013
- Vista. Bartley and Company Art, Wellington, Jonathon Kay and Bridget Reweti, 2013
- The Live Jukebox. Camp a Low Hum, Wainuiomata, Bridget Reweti and Terri Te Tau, 2013
- Artist International Initiative. David Dale Gallery, Glasgow, Mata Aho Collective, 2014
- Parkin Drawing Prize, Fine Arts Academy of New Zealand, 2014
- We Who Live In Darkness, Fine Arts Academy, Wellington, 2014
- Momo Kauae, Hastings City Art Gallery, 2014
- Transoceanic Visual Exchange. RM Gallery, Auckland, 2015
- Disrupting the Narrative. Thistle Hall, Wellington, 2015
- The Future is a Do-Over. Dunedin Public Art Gallery, Dunedin, 2015
- Ōtakaro. The Physics Room, Christchurch. Bridget Reweti and Terri Te Tau, 2016
- Mana tū, mana toa, mana ake ake! Mason's Screen, Wellington, 2016
- John Fries Award. UNSW Galleries, Sydney, Australia, 2017
- documenta 14. Hessiches Landesmusuem, Kassel, Germany. Mata Aho Collective, 2017
- This Time of Useful Consciousness: Political Ecology Now. The Dowse Art Museum, Wellington, 2017
- Making Space. Centre of Contemporary Art, Christchurch. Mata Aho Collective, 2017
- Post-Landscape. Bartley and Company Art, Wellington, 2017
- Truth or Consequences, Circuit Artist Cinema Commissions sous la direction d'Erika Balsom, 2018
- Oceania, Royal Academy London, Royaume-Uni, Mata Aho Collective, 2018[16]
- Asia Pacific Breweries Foundation Signature Art Prize, Singapore Art Museum, Mata Aho Collective, 2018
- Being in Place Or Gallery, Vancouver, Canada, 2018
- Period #1 Cemeti Institute for Art and Culture, Jogjakarta, Indonéie, 2018
- How To Live Together St Paul Street Gallery, AUT Auckland, 2019
- Aspiring of the North Pah Homestead TSB Wallace Arts Trust, Auckland, 2019
- To Make Wrong Right Now Honolulu Biennial, Hawai’i State Art Museum, Mata Aho Collective, 2019
- Oceania, Musée du Quai Branly, Paris, France, Mata Aho Collective, 2019